# Rui Vinhas
Rui Pedro Carvalho Vinhas (Sobrado, 6 december 1986) is een Portugees wielrenner die tussen 2015 en 2022 reed voor W52-FC Porto.

## Carrière
In 2016 won Vinhas met een voorsprong van twintig punten op Joni Brandão het bergklassement van de Ronde van Cova da Beira. Tweeënhalve maand later nam hij door een achtste plaats in de derde etappe van de Ronde van Portugal de leiding in het algemeen klassement over van Daniel Mestre. De leiderstrui wist Vinhas tot het einde te behouden waardoor hij het eindklassement van de koers als eerste profoverwinning op zijn palmares mocht bijschrijven.
Het seizoen 2017 begon voor Vinhas in de Ronde van Valencia, waar hij in de openingsploegentijdrit samen met zijn teamgenoten op de twintigste plek eindigde. In het eindklassement bezette hij plek 71, op bijna een half uur van winnaar Nairo Quintana. In april werd hij, achter Gorka Izagirre en Wilmar Paredes, derde in de Klasika Primavera. Twee maanden later was alleen Ruben Guerreiro beter in het nationale kampioenschap op de weg.
In 2022 werd hij geschorst nadat hij verboden middelen in bezit had en gebruikmaakte van verboden bloedtransfusies. Meerdere renners van zijn ploeg liepen tegen een schorsing aan en de ploeg waar hij voor reed, W52-FC Porto, hield gedwongen op te bestaan.

## Overwinningen
2016
Bergklassement Ronde van Cova da Beira
Eindklassement Ronde van Portugal
2019
2e etappe Trofeo Joaquim Agostinho

## Ploegen
- 2011 –  LA-Antarte
- 2013 –  Louletano-Dunas Douradas
- 2014 –  Louletano-Dunas Douradas
- 2015 –  W52-Quinta da Lixa
- 2016 –  W52-FC Porto
- 2017 –  W52-FC Porto
- 2018 –  W52-FC Porto
- 2019 –  W52-FC Porto
- 2020 –  W52-FC Porto
- 2021 –  W52-FC Porto
- 2022 –  W52-FC Porto (tot en met 15-7)

Alarcón · Caldeira · A. Carvalho · G. Carvalho · Fernandes · Fernández · Matias · Oliveira · Perez · Ribeiro · Sánchez · Silva · G. Veloso · R. Veloso · Vinhas
Alarcón · Caldeira · Carvalho · Freitas · Mestre · Perez · Reis · Rodrigues · Sánchez · Silva · Veloso · Vinhas
Alarcón · Antunes · Caldeira · Carvalho · Ferreira · Freitas · Mestre · Perez · Rodrigues · Sánchez · Silva · Ucha · Veloso · Vinhas
Alarcón · Caldeira · Carvalho · César · Fernandes · Ferreira · Fonte · Freitas · Mestre · Rodrigues · Sánchez · Vinhas
Alarcón · Caldeira · Campos · Carvalho · Ferreira · Fonte · Magalhães · D. Mestre · R. Mestre · Pinto · Reis · Rodrigues · Sánchez · Silva · Veloso · Vinhas
Antunes · Caldeira · Campos · Ferreira · Magalhães · Mendes · D. Mestre · R. Mestre · Pinto · Rico · Rodrigues · Veloso · Vinhas
Antunes · Brandão · Caldeira · Campos · Fernandes · Magalhães · Mendes · D. Mestre · R. Mestre · Rodrigues · Vilela · Vinhas
Antunes · Brandão · Caldeira · Gonçalves · Fernandes · Magalhães · D. Mestre · R. Mestre · Mota · Rodrigues · Vilela · Vinhas